# Euophrys nigrescens
Euophrys nigrescens es una especie de araña saltarina del género Euophrys, familia Salticidae. Fue descrita científicamente por Caporiacco en 1940.
Habita en Somalia.